# Basel II
Basel II là phiên bản thứ hai của Hiệp ước Basel, trong đó đưa ra các nguyên tắc chung và các luật ngân hàng của Ủy ban Basel về Giám sát Ngân hàng.
Hiệp ước Basel II được ban hành vào tháng 6 năm 2004 nhằm xác định các tiêu chuẩn về vốn để hạn chế rủi ro kinh doanh của các ngân hàng và tăng cường hệ thống tài chính. Basel II được đưa vào thực hiện từ những năm trước 2008, và chỉ được đưa vào áp dụng tại các nền kinh tế lớn cho tới đầu năm 2008, sau cuộc khủng hoảng tài chính toàn cầu 2007-2008. Trong khi Basel III đang được phát triển, thì Basel II đang là chuẩn mực cao nhất và đã nhanh chóng được áp dụng tại nhiều quốc gia, trong đó có Hoa Kỳ, Anh Quốc và Việt Nam.

## Khung đo lường: Ba trụ cột
Basel II sử dụng khái niệm "ba trụ cột" – (1) yêu cầu vốn tối thiểu, (2) rà soát giám sát và (3) nguyên tắc thị trường. Trong khi đó, Basel I chỉ khái quát được một phần của mỗi cột trụ này.

### Trụ cột I: Yêu cầu vốn tối thiểu
Trụ cột I nhắc đến việc duy trì một lượng vốn pháp định được tính toán cho ba thành phần rủi ro mà ngân hàng đối mặt: rủi ro thị trường, rủi ro tín dụng và rủi ro vận hành.
1. Lĩnh vực rủi ro tín dụng có thể được tính toán theo ba cách khác nhau của thay đổi độ phức tạp, cụ thể là tiếp cận tiêu chuẩn hóa, IRB nền tảng và IRB cao cấp. IRB là viết tắt của “Internal Rating-Based Approach”, tức “Phương pháp tiếp cận dựa trên đánh giá nội bộ”.
2. Lĩnh vực rủi ro vận hành, có ba cách tiếp cận khác nhau – phương pháp tiếp cận chỉ số cơ bản (BIA), phương pháp tiếp cận tiêu chuẩn hóa (TSA), và phương pháp đo lường nội bộ (phiên bản nâng cao hơn của phương pháp này được gọi là phương pháp đo lường nâng cao hay AMA).
3. Lĩnh vực rủi ro thị trường, phương pháp tiếp cận ưa thích là VaR (giá trị rủi ro).

### Trụ cột II: Rà soát giám sát
Trụ cột II cung cấp cho các nhà hoạch định chính sách những “công cụ” tốt hơn so với Basel I. Trụ cột này cũng cung cấp một khung giải pháp cho các rủi ro mà ngân hàng đối mặt, như rủi ro hệ thống, rủi ro chiến lược, rủi ro danh tiếng, rủi ro thanh khoản và rủi ro pháp lý, mà hiệp ước tổng hợp lại dưới cái tên rủi ro còn lại. Các ngân hàng có thể kiểm tra lại hệ thống quản trị rủi ro.
Basel II nhấn mạnh 4 nguyên tắc của công tác rà soát giám sát. Thứ nhất, các ngân hàng cần phải có một quy trình đánh giá được mức độ đầy đủ vốn nội bộ theo danh mục rủi ro và phải có được một chiến lược đúng đắn nhằm duy trì mức vốn đó. Thứ hai, các giám sát viên nên rà soát và đánh giá việc xác định mức độ vốn nội bộ và chiến lược của ngân hàng, cũng như khả năng giám sát và đảm bảo tuân thủ tỉ lệ vốn tối thiểu; giám sát viên nên thực hiện một số hành động giám sát phù hợp nếu họ không hài lòng với kết quả của quy trình này. Thứ ba, giám sát viên khuyến nghị các ngân hàng duy trì mức vốn cao hơn mức tối thiểu theo quy định. Thứ tư, giám sát viên nên can thiệp ở giai đoạn đầu để đảm bảo mức vốn của ngân hàng không giảm dưới mức tối thiểu theo quy định và có thể yêu cầu sửa đổi ngay lập tức nếu mức vốn không được duy trì trên mức tối thiểu.

### Trụ cột III: Nguyên tắc thị trường
Trụ cột III yêu cầu các ngân hàng cần phải công khai thông tin một cách thích đáng theo nguyên tắc thị trường. Basel II đưa ra một danh sách các yêu cầu buộc các ngân hàng phải công khai thông tin, từ những thông tin về cơ cấu vốn, mức độ đầy đủ vốn đến những thông tin liên quan đến mức độ nhạy cảm của ngân hàng với rủi ro tín dụng, rủi ro thị trường, rủi ro vận hành và quy trình đánh giá của ngân hàng đối với từng loại rủi ro này.